# Gran Premio di Monaco 2025
Il Gran Premio di Monaco 2025 è stata l'ottava prova della stagione 2025 del campionato mondiale di Formula 1. La gara si è corsa domenica 25 maggio sul circuito di Monte Carlo nel Principato di Monaco ed è stata vinta dal britannico Lando Norris su McLaren-Mercedes, al sesto successo in carriera; Norris ha preceduto all'arrivo il monegasco Charles Leclerc su Ferrari e il compagno di squadra, l'australiano Oscar Piastri.
Per Norris è il terzo hat trick (pole position, giro veloce e vittoria) in carriera in Formula 1 dopo il Gran Premio d'Australia, gara d'apertura del campionato. All'intero weekend di gara hanno assistito 250 000 spettatori, nuovo record per il Gran Premio di Monaco sul circuito di Monte Carlo.

## Vigilia

### Aspetti tecnici
Per questo Gran Premio la Pirelli, fornitore unico degli pneumatici, offre la scelta tra gomme di mescola C4, C5 e C6, la tipologia di mescole più morbide dell'intera gamma di coperture messe a disposizione dall'azienda italiana. La Pirelli seleziona questa tipologia per la seconda gara consecutiva del campionato, e per la prima volta per questo appuntamento. Così come avvenuto nelle tre precedenti prove in Arabia Saudita, Miami e Imola, la terna di mescole scelta rappresenta uno step più morbido rispetto all'edizione precedente della gara.
La Federazione stabilisce la tradizionale zona posta lungo il rettilineo principale dei box in cui i piloti possono attivare il DRS. Il detection point, ovvero il punto per la determinazione del distacco tra i piloti, necessario per consentire l'uso del dispositivo, è stabilito dopo la curva 16. Il circuito di Monte Carlo è uno dei pochi tracciati utilizzati nel calendario del campionato mondiale di Formula 1 dove viene utilizzata una sola zona DRS.
Dopo il precedente Gran Premio dell'Emilia-Romagna, tra le prime dieci vetture classificate è stata sorteggiata la Williams del quinto classicato Alexander Albon per le verifiche tecniche. Le ispezioni hanno riguardato tutti i componenti delle sospensioni anteriori e posteriori interne, gli ammortizzatori anteriori e posteriori, nonché tutti i sensori collegati e il loro cablaggio. Tutti gli elementi ispezionati sono risultati essere conformi al regolamento tecnico.
Per questo appuntamento, la velocità massima consentita dentro la corsia dei box è stabilita a 60 km/h. La Federazione stabilisce che se i piloti usano la via di fuga della chicane delle curve 10 e 11, quest'ultimi possono rientrare in pista solo quando le luci, azionate sul posto dal commissario, diventano verdi. Qualsiasi vettura che taglia la chicane delle curve 10 e 11 e guadagna una posizione, deve cederla prima della curva 12. Cederla dopo la curva 12 non è considerato un fattore attenuante ed è segnalato come tale per le successive indagini da parte dei commissari sportivi. Qualsiasi vettura che taglia la chicane delle curve 10 e 11 prima di fermarsi per un pit stop e successivamente guadagna una posizione dopo la sosta, essa viene segnalata per aver abbandonato la pista e ottenuto un vantaggio duraturo. Prima della gara, la direzione gara stabilisce che le prove di partenza durante i giri di ricognizione possono essere effettuate sulla corsia di uscita dei box. I piloti che effettuano una prova di partenza devono utilizzare la corsia di uscita dei box e rientrare in pista dopo la curva 1, senza mai oltrepassare la linea bianca che separa la corsia di uscita dei box dalla pista. I piloti che non effettuano una prova di partenza devono attraversare la linea bianca che separa la corsia di uscita dei box dalla pista sul lato sinistro, alla prima occasione possibile dopo aver lasciato la corsia dei box, e utilizzare il circuito attraverso la curva 1.
Rispetto all'edizione del 2024, il circuito è oggetto di alcune modifiche. L'asfalto è stato rifatto per circa la metà della lunghezza, dalla curva 12 alla 3. Alle curve 1, 4, 10, 11, 12, 13, 14 e 15 la sezione piana verniciata del marciapiede dietro il cordolo temporaneo è stata omessa. Il guard rail sul lato sinistro alla curva 3 è stato riallineato.
A causa della logistica presentata per questo appuntamento, la Federazione concede delle concessioni; per le giornate del mercoledì, giovedì e venerdì il periodo di coprifuoco è ridotto di tre ore per un massimo di sei membri del personale operativo al solo scopo di preparare gli pneumatici dopo il montaggio da parte del fornitore Pirelli.

### Aspetti sportivi
Il Gran Premio rappresenta l'ottavo appuntamento della stagione a distanza di una settimana dalla settima prova col Gran Premio dell'Emilia-Romagna. Per la quarta volta in stagione, il calendario prevede una prova a distanza di una settimana dall'altra. Il mondiale disputa il secondo appuntamento consecutivo in Europa. Il Gran Premio di Monaco è la terza e ultima prova programmata a maggio, e si disputa in questo mese ininterrottamente dall'edizione 2004. La corsa è programmata quale ottavo appuntamento per la seconda stagione consecutiva, ed è la seconda del secondo trittico di gare del campionato, posta a cavallo tra la precedente gara a Imola e il successivo Gran Premio di Spagna. Il campionato disputa un appuntamento sulla tipologia di tracciato cittadino per la prima volta dal Gran Premio d'Arabia Saudita. Il contratto per la disputa della gara nel calendario mondiale, sempre sul circuito di Monte Carlo, è stato rinnovato nel mese di novembre 2024 fino alla stagione 2031. Il Gran Premio, gestito dall'Automobile Club de Monaco, presenta per la prima volta una sponsorizzazione nella denominazione ufficiale. TAG Heuer, società svizzera del settore dell'orologeria, è title sponsor.
Il Gran Premio di Monaco vede la disputa dell'ottantaduesima edizione e la settantunesima valida per il campionato mondiale di Formula 1. La prima edizione, non valida per il mondiale, si disputò il 14 aprile 1929 sotto l'impulso del dirigente sportivo locale Antony Noghès, fondatore dell'Automobile Club de Monaco. Il circuito di Monte Carlo, che disputa una prova valida per il campionato mondiale per la settantunesima volta nella storia della categoria, è dietro solo all'Autodromo nazionale di Monza con settantaquattro, sede del Gran Premio d'Italia, per maggior numero di edizioni disputate nella storia della Formula 1. È il più breve tra tutti i circuiti attualmente utilizzati nel campionato mondiale con i suoi 3 337 metri, e quello con le velocità più basse, a causa della tortuosità del percorso e della ridotta carreggiata, quasi completamente priva di vie di fuga. I piloti lo percorrono per 78 volte, per un totale di 260,286 km, rispetto ai classici 305 km previsti per gli altri appuntamenti. Il Gran Premio è stato sempre presente nel calendario mondiale ad eccezione del periodo 1951-1954 e del 2020. Quasi la metà delle vittorie (32, pari al 45,71%) è stata ottenuta da chi è partito dalla pole position. Tenendo conto dei vincitori che sono partiti dalla seconda posizione sulla griglia (16, 22,86%), la statistica testimonia che il risultato del sabato sia determinante per quello della domenica.
Con l'obiettivo di promuovere una migliore competizione per questo Gran Premio, è stata approvata una modifica alle regole riguardanti l'uso degli pneumatici durante la gara, valida esclusivamente per questo appuntamento. Per questo evento, il regolamento stabilisce l'obbligo di montare almeno tre set di pneumatici durante la gara, sia in condizioni di bagnato che di asciutto, con l'ulteriore vincolo di utilizzare un minimo di due mescole diverse in caso di gara asciutta. Queste nuove norme non introducono pit stop obbligatori, ma nella pratica prevedono generalmente l'implementazione da parte delle squadre di una strategia di gara a due soste, sia in condizioni di bagnato che di asciutto. Per far sì che i team possano rispettare questi obblighi con qualsiasi condizione climatica, il numero di set di pneumatici da bagnato estremo a disposizione di ogni pilota è aumentato eccezionalmente da due a tre per il solo Gran Premio di Monaco. Nel caso in cui la gara venga sospesa con la bandiera rossa e non più ripresa, il pilota che, quando è obbligatorio, non ha utilizzato almeno due mescole diverse da asciutto, oppure che non ha montato almeno tre set di pneumatici durante la corsa, viene penalizzato con l'aggiunta di trenta secondi al suo tempo finale di gara; se il pilota in questione avesse utilizzato un solo set di pneumatici durante la corsa, egli verrebbe ulteriormente penalizzato con l'aggiunta di altri trenta secondi al suo tempo finale di gara. In tutti gli altri casi, la violazione di queste regole sull'uso degli pneumatici comporterà la squalifica del pilota dalla gara.
Dopo la settima gara del campionato, l'australiano Oscar Piastri della McLaren conduce la classifica piloti con 146 punti, tredici davanti al compagno di scuderia, il britannico Lando Norris, secondo, e 22 di margine dall'olandese Max Verstappen della Red Bull Racing. In classifica costruttori, la McLaren comanda la graduatoria con 279 punti, seguita dalla Mercedes con 147 e della Red Bull con 131. La McLaren corre con una speciale livrea ispirata alla M7A, la vettura che vide l’esordio del colore caratteristico della scuderia di Woking nel mondiale, nel Gran Premio di Spagna 1968.
L'ex pilota di Formula 1 Vitantonio Liuzzi è nominato commissario aggiunto. L'italiano ha svolto in passato, in diverse occasioni, tale funzione, l'ultima nel precedente Gran Premio dell'Emilia-Romagna. Liuzzi fu designato commissario aggiunto anche nell'edizione 2021. È la casa automobilistica britannica Aston Martin a fornire la safety car e la medical car, come nella precedente gara a Imola.

## Prove

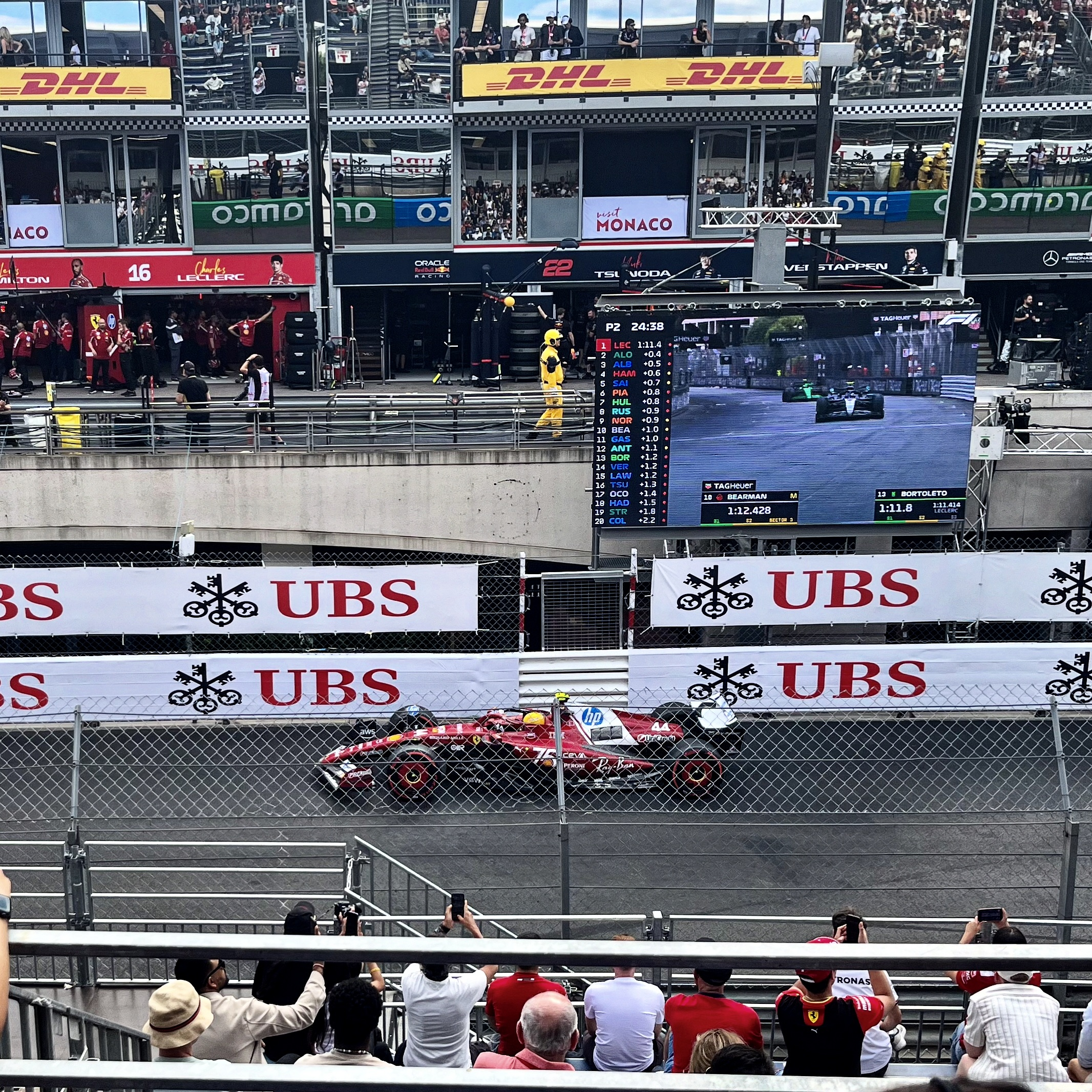
Lewis Hamilton impegnato nella seconda sessione di prove libere.

### Resoconto
Prima dell'inizio della prima sessione di prove libere del venerdì, sulla vettura di Max Verstappen viene installata la terza unità relativa al turbocompressore e all'MGU-H, e la quarta unità relativa all'impianto di scarico. Sulla vettura di Franco Colapinto la quarta unità relativa all'MGU-K e all'impianto di scarico. Sulla vettura di Charles Leclerc e Lewis Hamilton la terza unità relativa all'impianto di scarico, sulla vettura di Yūki Tsunoda la quinta unità, e sulla vettura di Isack Hadjar la quarta. Tutti i piloti non sono penalizzati sulla griglia di partenza in quanto i nuovi componenti installati rientrano tra quelli utilizzabili nel numero massimo stabilito dal regolamento tecnico.
Al termine della prima sessione, Lance Stroll e Charles Leclerc vengono convocati dai commissari sportivi a causa di una collisione tra i due piloti alla curva 6. Il pilota canadese dell'Aston Martin viene penalizzato di una posizione sulla griglia di partenza e di un punto sulla superlicenza.
Al termine della seconda sessione, Oliver Bearman viene convocato dai commissari sportivi per aver superato lo spagnolo Carlos Sainz Jr. della Williams sotto il regime di bandiera rossa. Il pilota britannico della Haas viene penalizzato di dieci posizioni sulla griglia di partenza e di due punti sulla superlicenza. Il giapponese Yūki Tsunoda della Red Bull Racing non riceve sanzioni dai commissari per non aver rallentato sotto il regime di bandiere gialle.
Al termine della terza sessione, Carlos Sainz Jr. viene convocato dai commissari sportivi per aver superato Franco Colapinto dell'Alpine in regime di bandiera rossa durante la seconda sessione. Lo spagnolo della Williams non riceve sanzioni. Colapinto non riceve sanzioni per aver superato Lance Stroll sotto il regime di bandiera rossa, durante la terza sessione.

### Risultati
Nella prima sessione del venerdì si è avuta questa situazione:
| Pos | Nº | Pilota          | Costruttore                | Tempo    | Gap    | Giri |
| --- | -- | --------------- | -------------------------- | -------- | ------ | ---- |
| 1   | 16 | Charles Leclerc | Ferrari                    | 1'11"964 |        | 33   |
| 2   | 1  | Max Verstappen  | Red Bull Racing-Honda RBPT | 1'12"127 | +0"163 | 30   |
| 3   | 4  | Lando Norris    | McLaren-Mercedes           | 1'12"290 | +0"326 | 32   |

Nella seconda sessione del venerdì si è avuta questa situazione:
| Pos | Nº | Pilota          | Costruttore      | Tempo    | Gap    | Giri |
| --- | -- | --------------- | ---------------- | -------- | ------ | ---- |
| 1   | 16 | Charles Leclerc | Ferrari          | 1'11"355 |        | 32   |
| 2   | 81 | Oscar Piastri   | McLaren-Mercedes | 1'11"393 | +0"038 | 28   |
| 3   | 44 | Lewis Hamilton  | Ferrari          | 1'11"460 | +0"105 | 30   |

Nella sessione del sabato si è avuta questa situazione:
| Pos | Nº | Pilota          | Costruttore                | Tempo    | Gap    | Giri |
| --- | -- | --------------- | -------------------------- | -------- | ------ | ---- |
| 1   | 16 | Charles Leclerc | Ferrari                    | 1'10"953 |        | 25   |
| 2   | 1  | Max Verstappen  | Red Bull Racing-Honda RBPT | 1'11"233 | +0"280 | 23   |
| 3   | 4  | Lando Norris    | McLaren-Mercedes           | 1'11"247 | +0"294 | 23   |

## Qualifiche

### Resoconto
Lando Norris conquista l'undicesima pole position in carriera e la seconda del campionato dopo quella nel Gran Premio d'Australia, gara d'apertura del mondiale. Per la McLaren è la centosessantanovesima partenza in prima posizione, la quinta del campionato e la seconda consecutiva, la dodicesima complessiva nel Gran Premio di Monaco, e la prima da quella dell'edizione 2007 con Alonso. Leclerc, qualificato secondo per la prima volta sul circuito di Monte Carlo, ottiene la quarantesima prima fila in carriera, la seconda del campionato e la quarta complessiva in questa gara. Piastri è terzo ed è l'unico pilota del campionato ad essere partito sempre nei primi quattro.
Hamilton è il quarto pilota più rapido, nella miglior qualifica da pilota della Ferrari. Per il britannico è la miglior partenza in questo appuntamento dall'edizione 2019. Verstappen è qualificato fuori dai primi quattro per la seconda edizione consecutiva. Per Hadjar la sesta posizione è la migliore qualifica in carriera. Settimo, Alonso è qualificato al Q3 per la seconda gara di fila del mondiale. Con l'ottava posizione di Ocon, la Haas si assicura la migliore qualifica in questa gara dal 2019. Lawson, nono, è qualificato alla Q3 per la prima volta nel 2025. Sainz termina la sua striscia record di qualificarsi in sesta posizione nelle ultime tre gare. Per Tsunoda è la peggior qualifica a Monaco dall'edizione 2021. Con Russell quattordicesimo e Antonelli quindicesimo, la Mercedes manca l'accesso alla Q3 con entrambe le vetture per la prima volta dal Gran Premio dell'Emilia-Romagna 2022. Prima di questa qualifica, Russell era stato uno dei quattro piloti a raggiungere sempre la fase decisiva delle prove ufficiali in stagione. Per Antonelli è la peggiore qualifica in carriera. Bortoleto non è qualificato alla Q2 per 0"022. Gasly segna la peggior partenza di sempre nel Gran Premio di Monaco, mentre Stroll, eliminato nella prima fase, non ha mai raggiunto la Q3 in questo appuntamento. Colapinto è qualificato ultimo, ed è per la prima volta in carriera il pilota più lento in qualifica in Q1.
Norris segna la diciannovesima prima fila in carriera e la quarta della stagione. Il britannico ottiene l'undicesima pole position su altrettati Gran Premi e circuiti differenti. Egli è il trentottesimo pilota diverso in pole position in questo appuntamento, il primo alla guida della McLaren da Alonso nell'edizione 2007, e il primo britannico da Hamilton nell'edizione 2019. La McLaren si porta a una lunghezza dal record della Ferrari del maggior numero di pole position a Monaco, ed estende il numero di partenze al palo in stagione (5). 
Norris e Leclerc condividono la prima fila per la seconda volta, con il monegasco qualificato dietro al britannico per la prima volta. Le ultime quattro vittorie del pilota della McLaren sono state ottenute dalla prima posizione, mentre Leclerc ha vinto dalla seconda piazza solamente per una volta. Solamente tre delle ultime ventuno edizioni hanno visto piloti vincere dalla seconda posizione. La pole position in 1'09"954 di Norris, alla media di 171,730 km/h, rappresenta il rilievo cronometrico più rapido mai realizzato sul circuito di Monte Carlo. Il precedente primato apparteneva a Hamilton che registrò un tempo di 1'10"166 nell'edizione 2019, alla media di 171,211 km/h, sempre valevole per la partenza al palo.
Sono stati cancellati 36 tempi dai commissari sportivi ai piloti per non aver rispettato i limiti della pista, durante le qualifiche. Si sono visti cancellare il tempo otto volte Carlos Sainz Jr. (curve 1, 10 e 16), sei volte George Russell (curve 1 e 10), quattro volte Pierre Gasly (curve 1 e 10), tre volte Andrea Kimi Antonelli (curve 1 e 16) ed Esteban Ocon (curve 1 e 10), due volte Lewis Hamilton (curva 10) e Fernando Alonso (curve 1 e 16), una volta Gabriel Bortoleto (curva 10), Alexander Albon (curva 1), Charles Leclerc e Lance Stroll (curva 10), Oscar Piastri, Oliver Bearman e Yūki Tsunoda (curva 1), Isack Hadjar (curva 10). Nico Hülkenberg non riceve sanzioni da parte dei commissari sportivi, per non aver rispettato le istruzioni stabilite dalla direzione gara. Il tedesco della Sauber ha superato il tempo limite di un minuto e ventiquattro secondi valevole tra la seconda linea della safety car e la prima di essa nel corso del dodicesimo giro in Q1.
Al termine delle qualifiche, Lance Stroll e Pierre Gasly vengono convocati dai commissari sportivi in quanto il canadese ha ostacolato il francese alla curva 10, durante la Q1. Il pilota dell'Aston Martin viene penalizzato di tre posizioni sulla griglia di partenza. Lewis Hamilton e Max Verstappen vengono convocati in quanto il britannico ha ostacolato l'olandese alla curva 3, durante la Q1. Il piltoa della Ferrari viene penalizzato di tre posizioni sulla griglia di partenza.

### Risultati
Nella sessione di qualifica si è avuta questa situazione:
| Pos                         | Nº | Pilota                | Costruttore                  | Q1       | Q2          | Q3       | Griglia |
| --------------------------- | -- | --------------------- | ---------------------------- | -------- | ----------- | -------- | ------- |
| 1                           | 4  | Lando Norris          | McLaren-Mercedes             | 1'11"285 | 1'10"570    | 1'09"954 | 1       |
| 2                           | 16 | Charles Leclerc       | Ferrari                      | 1'11"229 | 1'10"581    | 1'10"063 | 2       |
| 3                           | 81 | Oscar Piastri         | McLaren-Mercedes             | 1'11"308 | 1'10"858    | 1'10"129 | 3       |
| 4                           | 44 | Lewis Hamilton        | Ferrari                      | 1'11"575 | 1'10"883    | 1'10"382 | 7       |
| 5                           | 1  | Max Verstappen        | Red Bull Racing-Honda RBPT   | 1'11"431 | 1'10"875    | 1'10"669 | 4       |
| 6                           | 6  | Isack Hadjar          | Racing Bulls-Honda RBPT      | 1'11"811 | 1'11"040    | 1'10"923 | 5       |
| 7                           | 14 | Fernando Alonso       | Aston Martin Aramco-Mercedes | 1'11"674 | 1'11"182    | 1'10"924 | 6       |
| 8                           | 31 | Esteban Ocon          | Haas-Ferrari                 | 1'11"839 | 1'11"262    | 1'10"942 | 8       |
| 9                           | 30 | Liam Lawson           | Racing Bulls-Honda RBPT      | 1'11"818 | 1'11"250    | 1'11"129 | 9       |
| 10                          | 23 | Alexander Albon       | Williams-Mercedes            | 1'11"629 | 1'10"732    | 1'11"213 | 10      |
| 11                          | 55 | Carlos Sainz Jr.      | Williams-Mercedes            | 1'11"707 | 1'11"362    | N.D.     | 11      |
| 12                          | 22 | Yūki Tsunoda          | Red Bull Racing-Honda RBPT   | 1'11"800 | 1'11"415    | N.D.     | 12      |
| 13                          | 27 | Nico Hülkenberg       | Kick Sauber-Ferrari          | 1'11"871 | 1'11"596    | N.D.     | 13      |
| 14                          | 63 | George Russell        | Mercedes                     | 1'11"507 | senza tempo | N.D.     | 14      |
| 15                          | 12 | Andrea Kimi Antonelli | Mercedes                     | 1'11"880 | senza tempo | N.D.     | 15      |
| 16                          | 5  | Gabriel Bortoleto     | Kick Sauber-Ferrari          | 1'11"902 | N.D.        | N.D.     | 16      |
| 17                          | 87 | Oliver Bearman        | Haas-Ferrari                 | 1'11"979 | N.D.        | N.D.     | 20      |
| 18                          | 10 | Pierre Gasly          | Alpine-Renault               | 1'11"994 | N.D.        | N.D.     | 17      |
| 19                          | 18 | Lance Stroll          | Aston Martin Aramco-Mercedes | 1'12"563 | N.D.        | N.D.     | 19      |
| 20                          | 43 | Franco Colapinto      | Alpine-Renault               | 1'12"597 | N.D.        | N.D.     | 18      |
| Tempo limite 107%: 1'16"215 |    |                       |                              |          |             |          |         |

In grassetto sono indicate le migliori prestazioni in Q1, Q2 e Q3.

## Gara

### Resoconto
Lando Norris vince il sesto Gran Premio in carriera. Per il pilota della McLaren è il secondo successo stagionale dopo il Gran Premio d'Australia, gara d'apertura del campionato. Per la scuderia di Woking è la centonovantacinquesima vittoria della propria storia, la sesta del campionato e la sedicesima complessiva nel Gran Premio di Monaco, la prima da quella dell'edizione 2008 con Hamilton. Leclerc è secondo per la sedicesima volta su un totale di quarantacinque podi in carriera, per il secondo podio sia stagionale che sul circuito di Monte Carlo. Piastri chiude terzo, al diciassettesimo podio in carriera, il settimo del campionato e consecutivo. Egli è il primo pilota della McLaren dopo Hamilton, Ayrton Senna e Alain Prost a registrare sette podi di fila.
Verstappen è quarto e manca il podio per la quarta volta nelle ultime sette gare. L'olandese non termina nei primi tre negli ultimi due Gran Premi di Monaco. Hamilton è quinto e non conclude a podio a Monaco dalla vittoria nel 2019. Il britannico è il pilota che ha guadagnato più posizioni tra tutti quelli a punti (2). Grazie al settimo posto di Ocon, per la Haas è il miglior risultato di sempre in questa gara. Il francese termina a punti per la terza volta in stagione. La sesta e l'ottava posizione sono i migliori risultati in carriera rispettivamente per Hadjar e Lawson. La Racing Bulls ottiene punti con entrambe le vetture a Monaco per la prima volta dal 2019 e supera l'Aston Martin per il settimo posto in classifica costruttori. Albon chiude nono per la seconda edizione consecutiva. Con la decima posizione di Sainz, la Williams ottiene punti sul circuito monegasco per la prima volta in venti stagioni. La Mercedes non conquista punti per la prima volta dal Gran Premio d'Australia 2024. Alonso non ottiene punti dopo otto gare nel 2025, al peggior inizio in campionato in dieci stagioni. Prima del ritiro in questa edizione, Gasly aveva sempre concluso questo appuntamento in sei apparizioni. 
Norris è il trentottesimo pilota differente a vincere questo appuntamento, il quarto diverso nelle altrettante ultime quattro edizioni, il primo britannico da Hamilton nell'edizione 2019, e il primo alla guida della McLaren dallo stesso Hamilton nel 2008. Il pilota della McLaren vince nel sesto Gran Premio e circuito diverso, e segna il trentatreesimo podio in carriera, il settimo della stagione e il terzo consecutivo. Egli eguaglia i successi in campionato di Verstappen e i podi di Piastri, oltre che i successi in carriera di quest'ultimo. Per Norris è il terzo hat trick (pole position, giro veloce e vittoria) in carriera in Formula 1 dopo il Gran Premio d'Australia. La McLaren estende il record quale costruttore col maggior numero di successi nel Gran Premio di Monaco (16), e presenta due vetture a podio in questa gara per la prima volta dall'edizione 2007. La scuderia britannica segna sei vittorie nelle prime otto gare per la prima volta dal 1989. La Ferrari chiude in seconda posizione con Leclerc, nel miglior risultato stagionale escludendo la vittoria nella Sprint di Hamilton nel Gran Premio di Cina. La scuderia italiana segna il cinquantottesimo podio in questa gara. Piastri arriva a punti nella trentaquattresima gara di fila, per la terza striscia più lunga di sempre nella storia del campionato mondiale.
Il premio del pilota del giorno è assegnato a Leclerc per la diciottesima volta dall'introduzione del riconoscimento nella stagione 2016, per il settimo pilota differente pilota del giorno del campionato. Il monegasco eguaglia Hamilton e Norris al terzo posto di sempre tra i piloti più premiati. È stato il terzo più veloce Gran Premio di Monaco a partire dall'edizione 2003, corso alla media di 155,296 km/h. La corsa, condotta da tre piloti, viene vinta per la trentatreesima volta dalla prima posizione (46,48%), e per la terza edizione consecutiva non figura la safety car. Solo cinque piloti terminano la gara a pieni giri, e i primi quattro classificati tagliano il traguardo nelle stesse posizioni di partenza. Per la terza edizione consecutiva i primi tre concludono nelle stesse posizioni del via. Norris, Leclerc e Piastri condividono il podio per la seconda volta. Il monegasco chiude dietro a Norris per la prima volta. I meccanici della Ferrari eguagliano il primato stagionale stabilito nel Gran Premio d'Arabia Saudita di tempo per una sosta ai box durante un pit stop di Leclerc, con 2"00. Piastri conduce il mondiale con tre punti di margine sul compagno Norris.
Sono stati cancellati 14 tempi dai commissari sportivi ai piloti per non aver rispettato i limiti della pista, durante la gara. Si sono visti cancellare il tempo due volte Andrea Kimi Antonelli, George Russell, Oliver Bearman e Nico Hülkenberg, una volta Yūki Tsunoda, Liam Lawson, Charles Leclerc, Lewis Hamilton, Max Verstappen e Lance Stroll (curva 10).

### Risultati
I risultati del Gran Premio sono i seguenti:
| Pos | Nº | Pilota                | Costruttore                  | Giri | Tempo/Ritiro       | Griglia | Punti |
| --- | -- | --------------------- | ---------------------------- | ---- | ------------------ | ------- | ----- |
| 1   | 4  | Lando Norris          | McLaren-Mercedes             | 78   | 1h40'33"843        | 1       | 25    |
| 2   | 16 | Charles Leclerc       | Ferrari                      | 78   | +3"131             | 2       | 18    |
| 3   | 81 | Oscar Piastri         | McLaren-Mercedes             | 78   | +3"658             | 3       | 15    |
| 4   | 1  | Max Verstappen        | Red Bull Racing-Honda RBPT   | 78   | +20"572            | 4       | 12    |
| 5   | 44 | Lewis Hamilton        | Ferrari                      | 78   | +51"387            | 7       | 10    |
| 6   | 6  | Isack Hadjar          | Racing Bulls-Honda RBPT      | 77   | +1 giro            | 5       | 8     |
| 7   | 31 | Esteban Ocon          | Haas-Ferrari                 | 77   | +1 giro            | 8       | 6     |
| 8   | 30 | Liam Lawson           | Racing Bulls-Honda RBPT      | 77   | +1 giro            | 9       | 4     |
| 9   | 23 | Alexander Albon       | Williams-Mercedes            | 76   | +2 giri            | 10      | 2     |
| 10  | 55 | Carlos Sainz Jr.      | Williams-Mercedes            | 76   | +2 giri            | 11      | 1     |
| 11  | 63 | George Russell        | Mercedes                     | 76   | +2 giri            | 14      |       |
| 12  | 87 | Oliver Bearman        | Haas-Ferrari                 | 76   | +2 giri            | 20      |       |
| 13  | 43 | Franco Colapinto      | Alpine-Renault               | 76   | +2 giri            | 18      |       |
| 14  | 5  | Gabriel Bortoleto     | Kick Sauber-Ferrari          | 76   | +2 giri            | 16      |       |
| 15  | 18 | Lance Stroll          | Aston Martin Aramco-Mercedes | 76   | +2 giri            | 19      |       |
| 16  | 27 | Nico Hülkenberg       | Kick Sauber-Ferrari          | 76   | +2 giri            | 13      |       |
| 17  | 22 | Yūki Tsunoda          | Red Bull Racing-Honda RBPT   | 76   | +2 giri            | 12      |       |
| 18  | 12 | Andrea Kimi Antonelli | Mercedes                     | 75   | +3 giri            | 15      |       |
| Rit | 14 | Fernando Alonso       | Aston Martin Aramco-Mercedes | 36   | Motore             | 6       |       |
| Rit | 10 | Pierre Gasly          | Alpine-Renault               | 7    | Danni da incidente | 17      |       |

## Classifiche mondiali

### Piloti
| Pos | Pilota                | Punti |
| --- | --------------------- | ----- |
| 1   | Oscar Piastri         | 161   |
| 2   | Lando Norris          | 158   |
| 3   | Max Verstappen        | 136   |
| 4   | George Russell        | 99    |
| 5   | Charles Leclerc       | 79    |
| 6   | Lewis Hamilton        | 63    |
| 7   | Andrea Kimi Antonelli | 48    |
| 8   | Alexander Albon       | 42    |
| 9   | Esteban Ocon          | 20    |
| 10  | Isack Hadjar          | 15    |
| 11  | Lance Stroll          | 14    |
| 12  | Carlos Sainz Jr.      | 12    |
| 13  | Yūki Tsunoda          | 10    |
| 14  | Pierre Gasly          | 7     |
| 15  | Nico Hülkenberg       | 6     |
| 16  | Oliver Bearman        | 6     |
| 17  | Liam Lawson           | 4     |

### Costruttori
| Pos | Costruttore                  | Punti |
| --- | ---------------------------- | ----- |
| 1   | McLaren-Mercedes             | 319   |
| 2   | Mercedes                     | 147   |
| 3   | Red Bull Racing-Honda RBPT   | 143   |
| 4   | Ferrari                      | 142   |
| 5   | Williams-Mercedes            | 54    |
| 6   | Haas-Ferrari                 | 26    |
| 7   | Racing Bulls-Honda RBPT      | 22    |
| 8   | Aston Martin Aramco-Mercedes | 14    |
| 9   | Alpine-Renault               | 7     |
| 10  | Kick Sauber-Ferrari          | 6     |

## Decisioni della FIA
Il pilota britannico della Mercedes, George Russell, è stato penalizzato con un drive through per essere uscito dal tracciato alle curve 10 e 11 e averne tratto un vantaggio.
Al termine della gara, il francese Pierre Gasly dell'Alpine e il giapponese Yūki Tsunoda della Red Bull Racing vengono convocati dai commissari sportivi per la collisione avvenuta tra i due piloti alla curva 10. Gasly riceve una reprimenda, la prima della stagione. La Haas viene convocata in quanto il britannico Oliver Bearman è stato fatto uscire dai box dai propri meccanici in condizioni non di sicurezza per effettuare i giri di ricognizione prima di schierarsi sulla griglia di partenza. La scuderia statunitense viene sanzionata di 5 000 euro da parte della Federazione.